# Svitzer
Svitzer Group A/S, ook bekend als kortweg Svitzer, is een Deense multinationale onderneming. Het staat voornamelijk bekend voor de sleepdiensten van zeeschepen bij en in havens. 

## Activiteiten
De Svitzer Group heeft een grote vloot van honderden schepen, met name sleepboten. De activiteiten zijn verdeeld over vier regio’s, Australië, Europa, Noord- en Zuid-Amerika en Azië. Australië en Europa zijn nagenoeg even groot met een omzetaandeel van elk 35%. De twee andere regio’s zijn ook nagenoeg even groot en vertegenwoordigden samen 30% van de omzet in 2023. Binnen elke regio zijn de activiteiten verder onderverdeeld in havensleep- en terminaldiensten. Svitzer is actief in 141 havens en nog eens in 27 andere havens via partners waarin het bedrijf een minderheidsbelang heeft. De havensleepdiensten maakten in 2023 zo’n 70% van de omzet uit.
In 2023 behaalde het bedrijf omzet van DKK 6 miljard en telde het 3400 voltijdsmedewerkers.
De aandelen van Svitzer staan genoteerd aan de Beurs van Kopenhagen (Ticker symbol: SVITZR). Na de beursgang in mei 2023 zijn er twee grootaandeelhouders, APMH Invest A/S met 45,5% van de aandelen en A.P. Møller og Hustru Chastine Mc-Kinney Møllers Familiefond met een belang van 9,9%.

### Resultaten
| Jaar | Omzet (×DKK miljoen) | Nettoresultaat (×DKK miljoen) | Aantal schepen | Medewerkers (in fte) |
| ---- | -------------------- | ----------------------------- | -------------- | -------------------- |
| 2021 | 4653                 | 573                           | 432            | 3127                 |
| 2022 | 5476                 | 649                           | 446            | 3285                 |
| 2023 | 5786                 | 760                           | 456            | 3397                 |

## Geschiedenis
Het bergingsbedrijf werd in 1833 opgericht door Emil Zeuthen Svitzer, het bedrijf kreeg de naam Em. Z. Svitzers Bjergningsentreprise. Hij begon als 14-jarige bij een handelsmaatschappij in Kopenhagen, de eigenaar was Jacob Holm en zijn bedrijf handelde in hout en had een eigen scheepswerf. In 1829 werd Svitzer partner van J.A. Lange & Co.. Svitzer nam dit handelsbedrijf over na het overlijden van Lange. Svitzer had al veel schepen zien vergaan, waaronder schepen van zijn eigen vloot, en besloot een bergingsbedrijf op te richten. Svitzer was hiermee een pionier.
Hij bouwde een netwerk op van informanten langs de kust. Zodra een schip in moeilijkheden kwam, werd Svitzer geïnformeerd en stuurde hij er een bergingsploeg op af. De tipgever kon rekenen op een beloning. Rond 1850 was het bedrijf een bekende naam in Denemarken. Na 1850 raakte diverse ontwikkelingen in een stroomversnelling, de handel over zee nam toe, de schepen werden groter, stoom verving de zielen en er kwamen betere kaarten en navigatiemiddelen. In 1872 ging hij een alliantie aan met Carl Frederik Tietgen, een leidende zakenman in het land, met toegang tot kapitaal. Het bergingsbedrijf werd een naamloze vennootschap. Tietgen werd voorzitter van de raad van toezicht en Svitzer bleef directeur. Met het geld werden nieuwe schepen gekocht en nam het bedrijf Det Forenede Bugserselskab, een havensleepdienst, over en in 1879 volgde de overname van Oscar Petersens Bjergningsentreprise in Kastrup. Svitzer werd ook internationaal actief. In 1886 overleed Emil Svitzer.
Kort na de tweede Wereldoorlog nam de A.P. Møller-Mærsk Group al een aandelenbelang in Svitzer. In de jaren 70 kreeg de groep 80% van de aandelen in handen en werd Svitzer onderdeel van de A.P. Møller-Mærsk Group.
In 2001 werd Bureau Wijsmuller overgenomen. Tot 2007 ging het bedrijf verder als Svitzer-Wijsmuller, maar dan wordt Wijsmuller uit de bedrijfsnaam geschrapt en blijft alleen Svitzer over. Op het moment van de overname was het Nederlandse bedrijf Wijsmuller veel groter dan Svitzer. Wijsmuller telde 150 sleepboten in 21 landen en 1000 medewerkers en Svitzer telde 72 schepen en 620 personeelsleden.
In februari 2024 besloot A.P. Møller-Mærsk Group het bedrijfsonderdeel Svitzer te verzelfstandigen door middel van een beursnotering.  De aandeelhouders in Maersk kregen naar rato van hun aandelen in de groep nieuwe aandelen in Svitzer. Op 30 april 2024 was de beursnotering van Svitzer een feit.